# سد پانتابنگان
سد پانتابنگان (به لاتین: Pantabangan Dam) یک سد خاکی در فیلیپین است.